# Falcaria vulgaris
Falcaire commune
Espèce
Classification APG III (2009)
Falcaria vulgaris, la falcaire commune, est une espèce de plantes à fleurs de la famille des Apiaceae. C'est une plante herbacée originaire d'Europe, d'Asie et d'Afrique du Nord

## Description
C'est une plante herbacée de 40 à 80cm de hauteur.

## Biologie
Hémicryptophyte, la floraison a lieu de juin à juillet.

## Distribution géographique
On trouve l'espèce en Europe méridionale, centrale et orientale, en Asie sud-occidentale et centrale et en Afrique du Nord.

## Habitats
Moissons, talus, friches, bords de chemins, luzernières.

## Synonyme
- Sium  falcaria  L.
- Falcaria  rivini  Host